# Desire (U2)
Desire is een nummer van de Ierse band U2.
Het nummer verscheen samen met het nummer Hallelujah (Here She Comes) als single op 19 september 1988.

## Achtergrond
Desire verscheen op het album en de dvd van Rattle and Hum.
Tijdens een optreden van de Zoo-TV tour verscheen Bono tijdens Desire als de Mirror Ball Man. In februari 2000 speelde U2 het nummer toen ze de Freedom of the City award in Dublin ontvingen.
De single werd in een aantal landen een hit. In thuisland Ierland werd de nummer 1-positie bereikt, evenals in het Verenigd Koninkrijk waar de nummer 1-positie werd behaald in de UK Singles Chart en in Australië, Nieuw-Zeeland, Canada, Italië en Spanje. In de Eurochart Hot 100 werd de 2e positie bereikt, in de VS de 3e en in Duitsland de 9e positie.
In Nederland was de single op vrijdag 23 september 1988 Veronica Alarmschijf op Radio 3 en werd een gigantische hit in de destijds twee hitlijsten op de nationale publieke popzender. De single bereikte de 2e positie in zowel de Nederlandse Top 40 als de Nationale Hitparade Top 100.
In België bereikte de single de 3e positie in de Vlaamse Radio 2 Top 30 en de 7e positie in de voorloper van de Vlaamse Ultratop 50. In Wallonië werd géén notering behaald.

## Covers
De volgende artiesten hebben het nummer gecoverd:
- And Why Not?
- Royal Philharmonic Orchestra
- Studio 99
- The Polecats
- Savitri String Quartet

Bono · The Edge · Adam Clayton · Larry Mullen jr.